# 자푸스속
자푸스속(Zapus)은 뛰는쥐과에 속하는 설치류 속 분류군이다. 북아메리카에서 발견된다.

## 특징
작은 크기의 설치류로 꼬리 길이 108~165mm를 제외한 몸길이가 75~110mm이다. 몸무게는 최대 35g이다. 치열은 1.0.1.31.0.0.3이다. 총 18개 이빨을 가진 아이아이를 제외하고 현존하는 유일한 포유류이다.

## 하위 종
- 초원뛰는쥐 (Zapus hudsonius)
- 서부뛰는쥐 (Zapus princeps)
- 태평양뛰는쥐 (Zapus trinotatus)